# Aktionspotential
Et aktionspotential (undertiden skrevet aktionspotentiale) er en signalmekanisme mellem levende celler. Ved et aktionspotential stiger cellens elektriske membranpotentiale brat for hurtigt at falde igen, hvilket efterfølges af en stilstandsperiode. Aktionspotentialer forekommer i mange typer dyreceller, under ét kaldt excitable celler, herunder neuroner, muskelceller og kirtelceller, samt visse planteceller. I neuroner spiller aktionspotentialet en central rolle i celle-celle-kommunikationen. I andre typer celler har det til formål at aktivere intracellulære processer. I muskelceller er aktionspotentialet eksempelvis det første skridt i en kæde af begivenheder, der i sidste ende fører til kontraktion (sammentrækning). I bugspytkirtlens betaceller udløser de frigivelsen af insulin. Aktionspotentialer i neuroner kaldes også for ”nerveimpulser”, og en serie af aktionspotentialer udløst af et neuron kaldes et ”impulstog”. Et neuron, der udsender et aktionspotential, siges at ”fyre”.

## Membranpotentialet
Membranpotentialet siges at være -70 mV, og dannes af den elektrokemiske gradient mellem ydersiden og indersiden. Ydersiden er som formalitet sat til 0 mV, og gradienten bliver altså etableret af indersidens mere negative forhold. Ydersiden er altså angivet som positiv, og indersiden som negativ, hvor primært natriumioner er tilstede ekstracellulært, og kaliumioner intracellulært. Dog skal man ikke forstå det som om at yder- eller indersiden kun består af én slags ion, da begge sider indeholder både natrium- og kaliumioner, bare i forskellige mængder.
Begge ioner er positivt ladede hvilket kan føre til forvirring, angående grunden til den elektrokemiske gradient. Grunden til at den ene side angives som positiv, og den anden negativ er delvist på grund af koncentrationsforskellen. Der er en højere koncentration af natriumioner, i forhold til koncentrationen af kaliumioner på indersiden. Ydermere er indersidens relativt negative ladning også forårsaget af andre ioner med en negativ ladning.
Grunden til at depolariseringen starter med negativ mV, og slutter med positiv, er at koncentrationen på indersiden starter med at være mindre i forhold til ydersiden, men dette ændres når Na+-kanalerne åbnes. Senere når K+-kanalerne åbnes kort tid efter Na+-kanalerne, bliver koncentrationen atter igen højere på ydersiden, og det negative membranpotentiale etableres igen.
Membranpotentialet er både påvirket af den kemiske gradient, og den elektriske. Den kemiske gradient ville gennem diffusion skabe et ligevægtspotentiale på 0 for alle ioner, da koncentrationen naturligt ville fordele sig ligeligt på begge sider af membranen. Den elektriske gradient ændrer denne opførsel da positive ladninger bliver tiltrukket af negative ladninger, og omvendt, hvilket skaber en unik opførsel når den kemiske gradient også tages i betragtning. 
Ioner har et ligevægtspotentiale, og dette påvirker i høj grad også membranpotentialet. Ligevægtspotentialet beregnes med udgangspunkt i koncentrationsforskellen intra- og ekstracellulært. Membranen er generelt mere permeabel for K+-ioner end Na+ og Cl-, og dette er grunden til at hvilemembranspotentialet i et neuron ligger ret tæt på kaliumionens ligevægtspotentiale -90 mV. Membranen er som sagt i mindre grad permeabel for natriumioner, som har et ligevægtspotentiale på +60 mV.

## Udløsning af aktionspotentialer
Aktionspotentialer udløses af særlige spændingsafhængige ionkanaler i cellenernes plasmamembran. Disse kanaler er lukkede, når membranpotentialet er tæt på cellens hvilemembranpotential, men begynder straks at åbne, når membranpotentialet stiger til en nøje defineret tærskelværdi. Når kanalerne åbner, tillader de natriumioner (Na+) at strømme ind i cellen, hvilket ændrer den elektrokemiske gradient, så membranpotentialet stiger yderligere. Denne depolarisering får flere natriumkanaler til at åbne, således at der breder sig en depolariserende strøm i alle retninger. Processen fortsætter, indtil samtlige tilgængelige natriumkanaler står åbne, hvorved cellen depolariseres maksimalt. Den pludselige strøm af natriumioner ind i cellen hæver membranpotentialet så meget, at det bliver positivt, hvorpå natriumkanalerne efter cirka et millisekund langsomt inaktiveres. Når natriumkanalerne er lukkede, kan der ikke længere trænge natriumioner ind i neuronet, og de transporteres ud af cellen igen ved aktiv transport. Samtidig begynder kaliumkanaler i cellemembranen at åbnes, hvorved der begynder at strømme kaliumioner (K+) ud af cellen, hvilket bringer den elektrokemiske gradient tilbage til hvileniveauet. Efter et aktionspotential sker der et forbigående fald i membranpotentialet til under hvilemembranpotentialet. Dette fald kaldes en hyperpolarisering. Den periode, det tager membranpotentialet at vende tilbage til hvileniveauet, kaldes refraktærperioden. Faldet skyldes en fortsat strøm af kaliumioner ud af cellen. Refraktærperioden forhindrer den depolariserende strøm (aktionspotentialet) i at vende tilbage, hvor den kom fra, hvilket betyder at en strøm dermed tvinges til at løbe i én retning. Dette forhindres desuden af de lukkede natriumkanaler.
I dyreceller forekommer der hovedsageligt to typer aktionspotentialer: Et der udløses af spændingsafhængige natriumkanaler, og et der udløses af spændingsafhængige calciumkanaler. Natriumbaserede aktionspotentialer varer typisk under et millisekund, hvorimod calciumbaserede aktionspotentialer kan vare i 100 millisekunder eller længere. I nogle typer neuroner udløser langsomme calciumbaserede aktionspotentialer en lang serie natriumbaserede aktionspotentialer. I hjertemuskelceller udløser et hurtigt natriumbaseret aktionspotential derimod en indstrømning af calciumioner, der aktiverer calciumkanaler i den enkelte celles sarkolemma. De udefrakommende calciumioner og calciumionerne fra sarkolemma udløser tilsammen kontraktion af hjertemuskelcellen.

## Depolariseringer

### Ionkanaler
En lokal depolarisering kan ske ved påvirkning af tre ionkanaler (ionotrope kanaler):
1. Spændingsafhængige ionkanaler (som fx natriumkanaler i sinus-/AV-knuden), hvor kanalerne åbnes ved et bestemt membranpotential
2. Ligandstyrede ionkanaler (som acetylcholin fra nerveceller til muskelceller), der åbnes ved binding af en ligand til en receptor
3. Mekanoceptive ionkanaler (især i glat muskulatur), hvor stræk, kulde, varme, stress, pH og andre fysiologiske påvirkninger kan føre til åbning.

### Metabotrope receptorer
Derudover kan en lokal depolarisering opstå ved påvirkning af såkaldte metabotrope receptorer (second-messenger-systemet). Dette er et system, der hovedsageligt sker ved påvirkning af neurotransmittere og hormoner, men også metaboliter (som ilt, kuldioxid og NO). Disse stoffer binder sig også til receptorer. Men i stedet for at udøve deres virkning direkte (som spændingsafhængige ionkanaler) virker de ved aktivering af såkaldt "second-messengers". Den mest udbredte secondmessenger er cAMP (cyklisk AMP – dvs. adenosinmonofosfat, altså ét fosfat i stedet for tre som i ATP). Et hormon (fx adrenalin) eller en neurotransmitter (fx dopamin eller serotonin) binder sig altså til receptoren, hvilket fører til dannelse af cAMP. cAMP aktiverer herefter cAMP-dependent-protein-kinase (proteinkinase A). Denne kinase udøver herefter virkningen ved at fosforylere bestemte proteiner. Fx ved fosforylering af ionkanaler.
Generelt siger man, at ionkanaler formidler direkte, hurtig og præcis information, mens metabotrop påvirkning er mere langsom og modulerende. Dvs. metabotrop påvirking først og fremmest påvirker, hvor let cellerne har ved at opnå et aktionspotential.
Desuden skal nævnes, at mange stoffer både kan virke på metabotrope og ionotrope receptorer; fx acetylcholin (på nikotinerge (ionotrope) og muscarinerge (metabotrope)), glutamat (nervesystemets vigtigste ekcitatoriske neurotransmitter) og GABA (nervesystemets vigtigste inhibitoriske neurotransmitter).

## Opsummering
Kun en depolarisering, der overgår tærskelværdien, vil igangsætte et aktionspotential. Aktionspotentialer vil altid formidle depolariseringer langs hele cellen og har altid den samme effekt (man siger, at de ikke er gradierede).